# Ayuné
Ayuné är en ort i Mexiko.   Den ligger i kommunen Culiacán och delstaten Sinaloa, i den västra delen av landet, 1 000 km nordväst om huvudstaden Mexico City. Ayuné ligger 57 meter över havet och antalet invånare är 126.
Terrängen runt Ayuné är huvudsakligen platt, men söderut är den kuperad. Runt Ayuné är det ganska tätbefolkat, med 149 invånare per kvadratkilometer. Närmaste större samhälle är Culiacán, 8,5 km sydväst om Ayuné. I omgivningarna runt Ayuné växer huvudsakligen savannskog.